# Dinard Golf
Dinard Golf is een Franse golfclub in Saint-Briac-sur-Mer bij Dinard in Bretagne.
Dinard heeft een 18-holes golfbaan, waarvan veel holes aan de Atlantische Oceaan liggen. De baan is vrij kort en heeft een par van 68.
De baan werd in 1887 door de Schotse golfbaanarchitect Tom Dunn (vader van Seymour Dunn) ontworpen voor Britten die eind 19de eeuw in Bretagne woonden. Het eerste clubhuis was geheel van hout en werd door Marcel Oudin in 1927 vervangen door een gebouw in art-deco-stijl. Dinard is een van de oudste golfbanen op het Europese continent en in Frankrijk is alleen de baan van Pau ouder (1856). Het terrein lijkt op delen van de Engelse kust met duinen, rotsen en hei.
Tijdens de Tweede Wereldoorlog werd de baan zwaar beschadigd door bommen. De baan werd in 1949 heropend. Sindsdien zijn er veel beroemde wedstrijden geweest, waaronder het British Amateur en het eerste Women’s World Championship.

## Dinard Ladies Open
Voor dit toernooi is de baan verlengd waardoor de par 70 wordt. Er worden drie rondes gespeeld.

Het toernooi werd in 2009 gewonnen door de Française Gwladys Nocera, Kyra van Leeuwen eindigde op de 7de plaats. Van de Belgische speelsters deed alleen amateur Joelle van Baarle mee, die op de 17de plaats eindigde.